# Lista över Gabons premiärministrar
Detta är en lista över Gabons regeringschefer.
| Namn                            | Ämbetsperiod                        |
| ------------------------------- | ----------------------------------- |
| Léon M'ba                       | 21 maj 1957 – 21 februari 1961      |
| Léon Mébiame                    | 16 april 1975 – 3 maj 1990          |
| Casimir Oyé-Mba                 | 3 maj 1990 – 2 november 1994        |
| Paulin Obame-Nguema             | 2 november 1994 – 23 januari 1999   |
| Jean-François Ntoutoume Emane   | 23 januari 1999 – 20 januari 2006   |
| Jean Eyeghe Ndong               | 20 januari 2006 – 17 juli 2009      |
| Paul Biyoghé Mba                | 17 juli 2009 – 17 februari 2012     |
| Raymond Ndong Sima              | 17 februari 2012 – 27 januari 2014  |
| Daniel Ona Ondo                 | 27 januari 2014 – 28 september 2016 |
| Emmanuel Issoze-Ngondet         | 28 september 2016 – 12 januari 2019 |
| Julien Nkoghe Bekale            | 12 januari 2019 – 16 juli 2020      |
| Rose Christiane Ossouka Raponda | 16 juli 2020 – 9 januari 2023       |
| Alain-Claude Bilie By Nze       | 9 januari 2023 – 30 augusti 2023    |
| Raymond Ndong Sima              | 7 september 2023 –                  |